# Harry Craven Williams
Harry Craven Williams, MBE foi um padre anglicano galês no século XX.
Williams foi educado na Universidade de Gales e ordenado em 1934. Depois de uma curadoria em St Mary, Swansea foi capelão das Forças Armadas Britânicas durante a Segunda Guerra Mundial. Quando a guerra terminou, ele ocupou o cargo em St Jude, Swansea e depois em St Paul, Sketty. Ele foi o arquidiácono de Brecon de 1969 a 1979.